# Dutch National Battalion
Het Dutch National Battalion waren drie compagnieën vrijwilligers van elk ongeveer 130 man plus staf, samengesteld uit verzetsstrijders uit, of, die als zodanig moesten onderduiken in Aalten en omgeving. De compagnieën hebben actief deelgenomen aan de bevrijding van Nederland tijdens de Tweede Wereldoorlog.

## Geschiedenis
Tijdens de bevrijding van de Achterhoek ontstond bij de Canadezen een grote behoefte aan infanterie, die de flankdekking van de eigen troepen kon ondersteunen. De voormalige Knokploegers (KP) genoten die tijd al de officiële status van Binnenlandse Strijdkrachten. Binnen twee dagen hadden meer dan 400 vrijwilligers zich gemeld om mee te vechten met de Canadezen. Op 15 april 1945 werd het Dutch National Battalion (D.N.B.) opgericht en ingedeeld bij het 1st Canadian Corps.

## Inzet
Het Dutch National Battalion nam vanaf medio april 1945 actief deel aan de bevrijding van Nederland. Het hielp bij de flankbeveiliging van de geallieerde troepenmacht op de Veluwe, verleende assistentie bij de zuivering van dit gebied
en bezette, na de dag van algehele capitulatie op 5 mei 1945, de zogenaamde check- of security-lijn, die liep van Spakenburg / Eemnes tot Dodewaard. In laatstgenoemde positie bestond de taak van de drie compagnieën eruit om - in samenwerking met de Engelsen en Canadezen - speciaal het burgerverkeer van west naar oost en omgekeerd te controleren.

## Afloop
Na de bevrijding werd het Dutch National Battalion op 12 juli 1945 ingedeeld bij het I-II-8RI (Regiment Infanterie), van de Koninklijke Landmacht. Officieel hield het onderdeel Dutch National Battalion vanaf die dag op met bestaan.